# Dillner
Dillner är en dansk släkt som inkom till Jämtland med Hans Nielsen [Gram] Berg från Själland, död 1666, kyrkoherde i Revsunds församling. Gift med Margareta Larsdotter Blix, dotter till kyrkoherden i Undersåker Laurentius Magni Blix (1530–1615) och Kirsten Eriksdatter (1540–1630).

## Släktskap
- Ovannämndas son länsmannen i Oviken Nils Hansson Berg, död senast 1695, var gift 1:o senast 1645 med Elisabet Pedersdotter Skanke, död efter 1645. 
  - Per Nilsson Dillner (1642–1715), bonde och rusthållare i Ovikens socken, kallades Dillner efter nämnda gård, gift med Kerstin Olofsdotter i Dille (1657–1743).
    - Olof Persson Dillner (1688–1743), dragon och rusthållare.
      - Pehr Olofsson i Dillne (1716–1782), hemmansägare och kyrkobyggmästare.
      - Sivert Olofsson Dillner (1719–1794), fanjunkare, gift med kaptensdottern Eva Margareta Björkebaum (1724–1776).
        - Eric Johan Dillner (1749–1817), kyrkoherde i Selångers församling, gift med Catharina Elisabeth Salin (1748–1836).
          - Johan Dillner (1785–1862), kyrkoherde i Östervåla församling, gift med Johanna Lovisa Lidström (1790–1857).
            - Abel Dillner (1830–1907), fältläkare.
              - Hjalmar Dillner (1861–1898), rättskemist, professor.
              - Gunnar Dillner (1875–1942), bergsingenjör och industriman.

          - Gustaf Emanuel Dillner (1792–1834), militär.
            - Harald Dillner (1821–1891), brukspatron.
              - Herman Dillner (1856–1928), militär.
                - Elisabet Dillner (1895–1971), sjuksköterska.
                - Maria Dillner (1896–1974), flickscoutchef.
                - Johannes Dillner (1903–1984), ämbetsman.

        - Carl Sivertsson Dillner
          - Olof Dillner (1780–1852), kyrkoherde i Brunflo församling.

### Personer med namnet utöver ovanstående
- Bertil Dillner (1923–2015), flygkonstruktör.